# Neoscorpaena nielseni
Neoscorpaena nielseni és una espècie de peix pertanyent a la família dels escorpènids i l'única del gènere Neoscorpaena.

## Descripció
- Fa 14 cm de llargària màxima.
- És de color vermell amb taques fosques per tot el cos.[2]

## Hàbitat
És un peix marí, demersal i de clima subtropical que viu entre 100-405 m de fondària.

## Distribució geogràfica
Es troba a l'Índic occidental: davant les costes de Durban (KwaZulu-Natal, Sud-àfrica).

## Observacions
És inofensiu per als humans.